# Лонюв
Лонюв (пол. Łoniów) — село в Польщі, у гміні Лонюв Сандомирського повіту Свентокшиського воєводства.
Населення — 832 особи (2011).
У 1975-1998 роках село належало до Тарнобжезького воєводства.

## Демографія
Демографічна структура на день 31 березня 2011 року:
|          | Загалом | Допрацездатний вік | Працездатний вік | Постпрацездатний вік |
| -------- | ------- | ------------------ | ---------------- | -------------------- |
| Чоловіки | 406     | 97                 | 269              | 40                   |
| Жінки    | 426     | 92                 | 241              | 93                   |
| Разом    | 832     | 189                | 510              | 133                  |